# Ähijärv

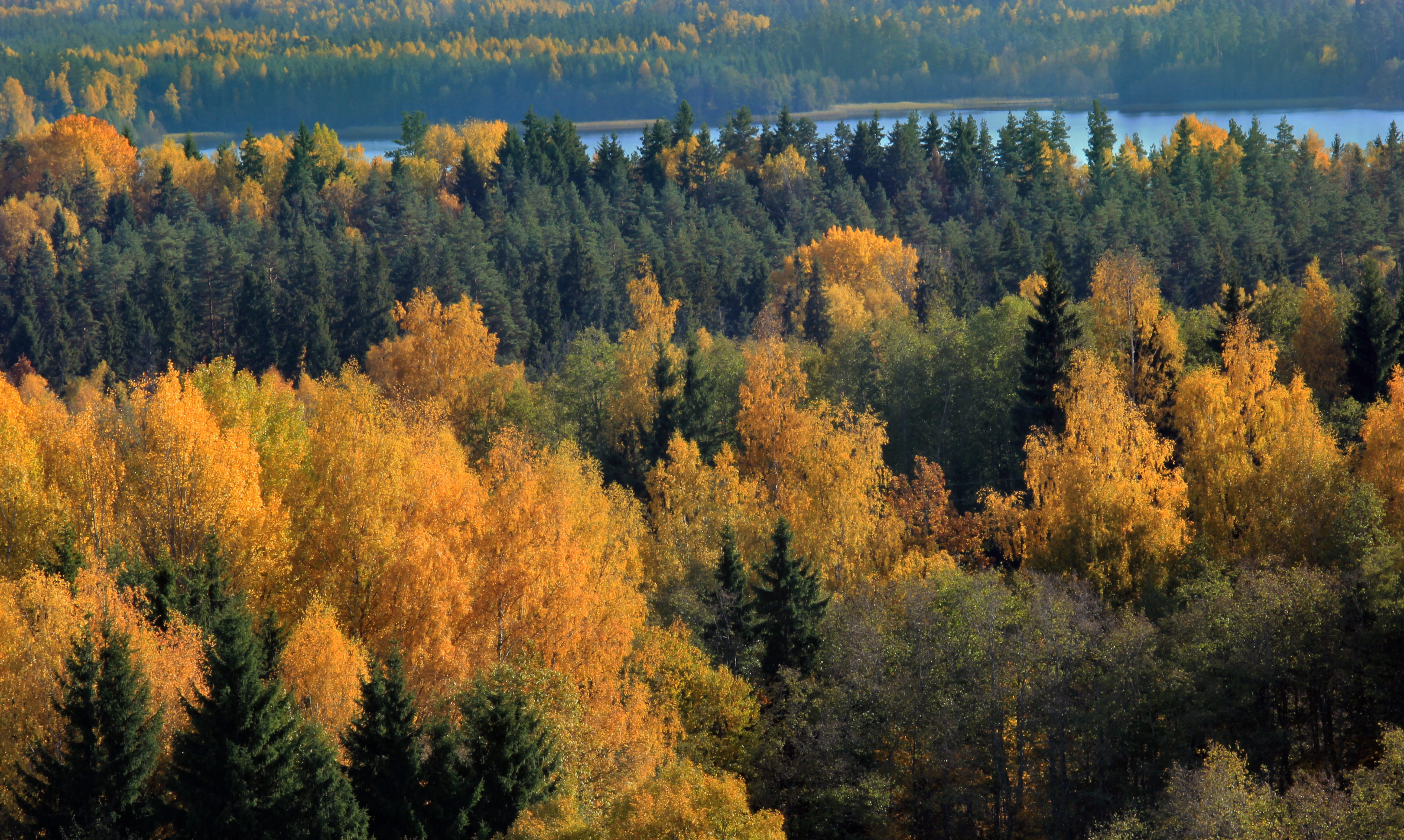
Ähijärv i bakgrunden. Utsikt från utkikstornet i Mäekonnu.

Ähijärv är en sjö i landskapet Võrumaa i södra Estland. Den ligger vid gränsen till landskapet Valgamaa, 220 km sydost om huvudstaden Tallinn. Ähijärv ligger 78 meter över havet. Arean är 1,83 kvadratkilometer. Den sträcker sig 2,6 kilometer i nord-sydlig riktning, och 1,0 kilometer i öst-västlig riktning. Största djupet är 5,5 meter och medeldjupet är 3,8 meter. 
Ähijärv avvattnas av ån Ahelo jõgi och ingår i Gaujas avrinningsområde. Den ligger i Karula nationalpark.